# Love Ballad
«Love Ballad» es una canción interpretada por la cantante y compositora sueca Tove Lo. La artista la compuso con Ludvig Söderberg y Jakob Jerlström y estos dos últimos la produjeron, bajo el seudónimo The Struts. En 2012, tras firmar un contrato editorial con Warner/Chappell Music y coescribir canciones para artistas como Icona Pop y Girls Aloud, Lo decidió convertirse en una cantante independiente para grabar sus temas más personales. Eventualmente, lanzó «Love Ballad» como su primer sencillo en las radioemisoras suecas el 15 de octubre de 2012. Luego, lo publicó en las tiendas de música en línea el 5 de noviembre de ese año. Lo incluyó el tema en su extended play debut, Truth Serum, y en su primer álbum de estudio, Queen of the Clouds, ambos de 2014.
«Love Ballad» es una canción pop con una instrumentación de tambores; su letra detalla las formas exageradas de la protagonista de mostrarle afecto a su pareja. Algunos críticos musicales la describieron como una «oda a enamorarse peligrosamente de alguien» y una parodia de las canciones de amor. Pese a que llamó la atención de muchos blogs de música y recibió reseñas positivas por parte de algunos críticos, no ingresó a ninguna lista de éxitos. Un vídeo musical para la canción, dirigido por Motellet Film y Lo, fue lanzado el 5 de octubre de 2012. En él, la cantante aparece cubierta con pintura negra mientras realiza acrobacias en medio de una carretera y una cancha de fútbol. Lo interpretó el tema en diversas ocasiones, entre ellas en la campaña sueca Musikhjälpen y el recinto inglés Notting Hill Arts Club.

## Antecedentes y lanzamiento

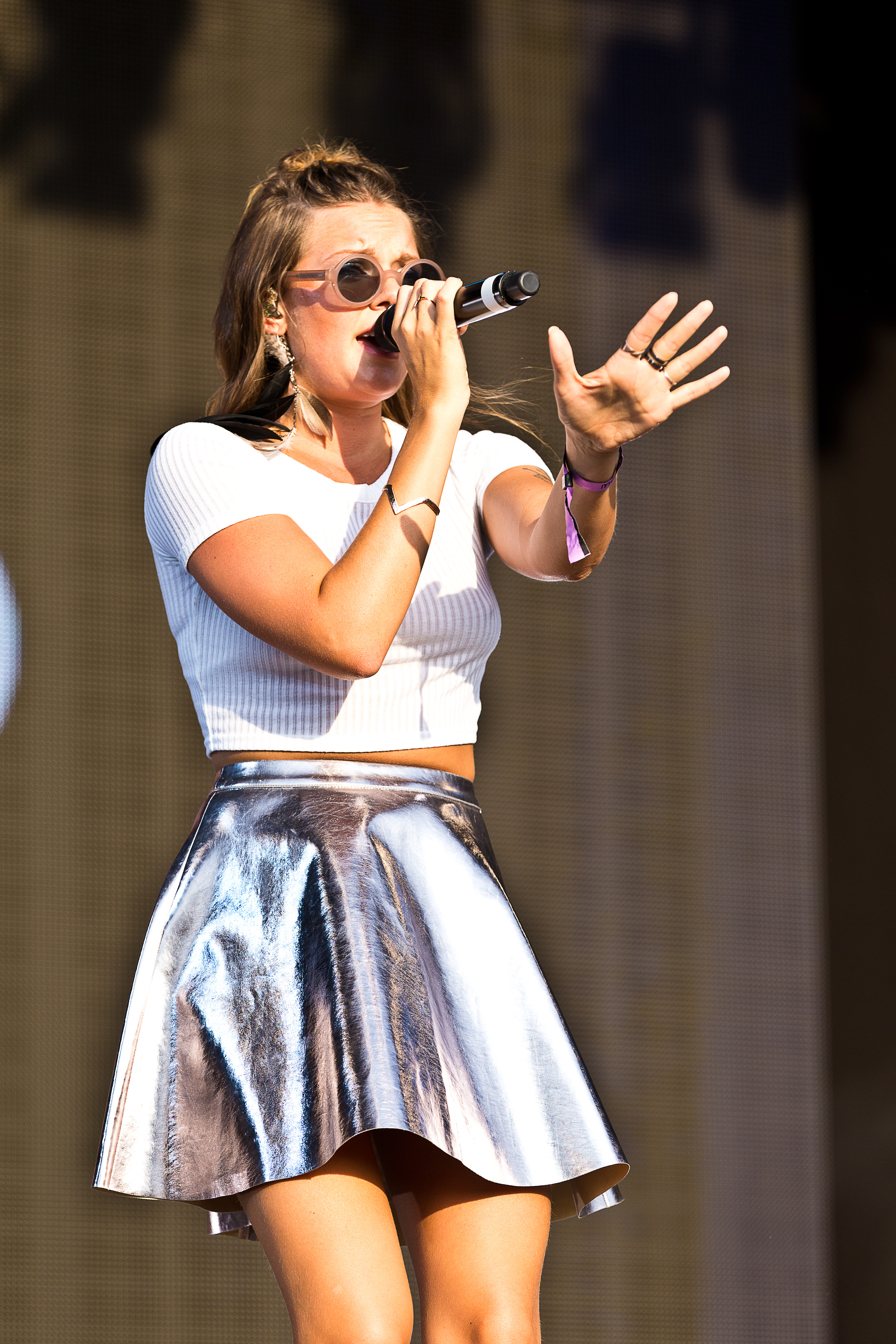
Tove Lo, intérprete de «Love Ballad».

Luego de la disolución de su banda Tremblebee, Tove Lo se enfocó en componer canciones y firmó un contrato editorial con Warner/Chappell Music en 2011. Al año siguiente, coescribió «Something New» de Girls Aloud, y «We Got the World» y «Ready for the Weekend» de Icona Pop. Tras firmar el contrato, se sintió «perdida» e insegura de su identidad. Además, estaba atravesando por un momento difícil en una relación amorosa, por lo que decidió componer temas que no estuvieran relacionados con su vida. Sin embargo, llegó un momento en el que ya no pudo «soportarlo» y se vio en la necesidad de escribir una canción personal. Lo entonces compuso «Love Ballad» con la ayuda de Ludvig Söderberg y Jakob Jerlström; esta fue su primera colaboración. Söderberg y Jerlström también la produjeron, acreditados como The Struts. De acuerdo con la cantante, un artista se vio interesado en grabar la canción, pero la consideró «muy brutal» y pidió que cambiaran parte de la letra. Debido a esto, Lo decidió quedársela. Asimismo, confesó que luego de componerla, empezó a escribir otros temas sobre situaciones «que necesitaba sacar de mí».
Lo eventualmente lanzó «Love Ballad» como su sencillo debut; la envió a la estación de radio sueca P3 el 15 de octubre de 2012, y luego la publicó en las tiendas de música en línea el 5 de noviembre de ese año. La canción llamó la atención de algunos blogs de música, lo que llevó a Lo a empezar una carrera como una cantante independiente para grabar sus canciones más personales. Lo incluyó a «Love Ballad» en la edición nórdica de su extended play debut, Truth Serum, y como una pista adicional en la versión norteamericana de su primer álbum de estudio, Queen of the Clouds, ambos de 2014.

## Inspiración y composición
«Love Ballad» es una canción pop de tempo rápido que tiene una instrumentación a base de tambores. De acuerdo con la cantante, las canciones de Truth Serum tratan sobre su relación fallida más intensa. Lo explicó: «En su totalidad, [Truth Serum narra] una historia de amor de inicio a final. La canción "Love Ballad" trata sobre el momento en el que decides darlo todo por otra persona, mientras que "Habits" muestra lo que sucede cuando todo está arruinado y quieres enloquecer. "Out of Mind" aborda la fase siguiente, cuando tu corazón roto ha sanado, pero las cicatrices siguen ahí». En una entrevista con Klap Magazine, Lo dijo que: «En realidad, se supone que "Love Ballad" es una forma de decirle a la persona que amo que haría cualquier cosa por él, [porque] vale la pena. Es un poco exagerado, pero así es como te sientes cuando estás muy enamorada de alguien».
De acuerdo con Rich Thane de The Line of Best Fit, la canción detalla «los inicios despreocupados de un nuevo romance». Michael Cragg de The Guardian la describió como una «oda a enamorarse peligrosamente de alguien». Cragg también comentó que la protagonista está «dispuesta a compartir sus drogas» con su pareja en el verso «Jump off a cliff, I'd give you my last spliff, I'd do it for you, ain't love sweet?» (saltar de un precipicio, te daría mi último porro, lo haría por ti, ¿no es dulce el amor?). Según Mark Savage de BBC News, el tema «parodia las absurdas promesas» que hacen los músicos en las canciones de amor, y citó como ejemplo la línea «Chop off my hands, chop off my feet, I'd do it for you, ain't love sweet?» (cortarme las manos, cortarme los pies, lo haría por ti, ¿no es dulce el amor?).

## Recepción
«Love Ballad» recibió críticas positivas por parte de algunos críticos. Doron Davidson-Vidavski de The Line of Best Fit la llamó una «canción debut contagiosa», y un escritor de Scandipop escribió que la producción era «emocionantemente melódica». Michael Cragg de The Guardian dijo que, al lanzarla, Lo empezó su carrera en «buen estilo». Por su parte, un crítico de Nu Wave Pony la describió como una «canción pop desgarradora» que podría llegar a ser un himno de verano. Richard S. Chang de Redbull.com ubicó a «Love Ballad» en la posición 4 de su lista de los mejores temas de la cantante. Mark Savage de Discopop expresó que la canción era superior a «Stay High», la versión remezclada de «Habits (Stay High)».
Pese a las reseñas positivas y a la atención de los blogs de música, «Love Ballad» no ingresó a ningún listado de popularidad. En una entrevista con Gulf Times, Lo supuso que la mala recepción comercial del sencillo se debió a su cambio de nombre artístico, y añadió que: «["Love Ballad"] no vendió particularmente bien. Solía usar mi nombre real, Tove Nilsson, cuando estaba en Tremblebee, así que nadie sabía quien era».

## Vídeo musical
Motellet Film y Tove Lo dirigieron el vídeo musical de «Love Ballad». Lo, quien además escribió el guion, comentó sobre el rodaje: «¡Imagínate estar sentado en una cancha de fútbol en la oscuridad, congelándote, después de siete horas, cubierto solo con pintura negra, tratando de ponerte pestañas postizas!». MTV Suecia estrenó el clip el 5 de octubre de 2012, y la cantante lo publicó en su canal de YouTube tres días después. En el inicio del vídeo, Lo aparece cubierta con pintura negra mientras camina en medio de una carretera. En la siguiente escena, esta cubre con pintura a cuatro hombres que se dirigen a jugar rugby en una cancha de fútbol. Luego, la cantante es mostrada caminando de cabeza y realizando otras acrobacias en la carretera y en la cancha. En las escenas que siguen, Lo aparece con un vestido floreado mientras canta en un vertedero, y después caminando semidesnuda en un campo de flores. Cerca del final, la cantante está parada mientras los cuatro hombres corren hacia ella y la cubren con pintura. A lo largo del vídeo aparecen escenas intercaladas de Lo interpretando la canción con imágenes de ciudades y explosiones proyectadas sobre ella.

## Presentaciones
El 10 de diciembre de 2012, Lo interpretó «Love Ballad» y «Paradise» en la campaña de caridad sueca Musikhjälpen. El 10 de abril de 2013, presentó la canción junto con «Out of Mind», «Not Made For This World» y «Habits» en la radioemisora sueca P3. El 2 de abril de 2014, Lo cantó «Love Ballad» junto con el resto de Truth Serum y «Run On Love» en el recinto inglés Notting Hill Arts Club. Este fue su primer concierto en el Reino Unido. Para la presentación, estuvo acompañada por dos bateristas. Un redactor del sitio web Discopop dijo que quedó «impresionado» y que fue «muy agradable estar en un concierto pop que engancha tanto el corazón como los sentidos». Además, Michael Cragg de The Guardian lo calificó con cuatro estrellas de cinco y lo consideró «un enérgico debut». El 6 de mayo, la cantante interpretó el mismo repertorio en su segunda presentación en el Reino Unido, realizada en el Hoxton Square Bar & Kitchen.
El 1 de octubre de 2014, la artista cantó «Love Ballad» en el concierto que ofreció en el Webster Hall en Manhattan. El 30 de marzo de 2015, Lo se presentó en la sala de conciertos KOKO en Londres, Reino Unido, e interpretó la canción junto con otras de Truth Serum y Queen of the Clouds. Amelia Maher de London In Stereo escribió: «con los compases iniciales de "Over" y "Love Ballad", hay algo diferente en el tono de Lo, mientras descuidadamente pone su alma al desnudo para que todos la vean y revela que no es simplemente un obsceno poni de un solo truco». El 14 de agosto, la interpretó en el festival Way Out West en Gotemburgo, Suecia. El 11 de septiembre de 2015, realizó un concierto en el Deutsches Theater de Berlín, Alemania, y cantó el tema junto con otros de Truth Serum y Queen of the Clouds.

## Créditos
| - Composición — Tove Lo, Jakob Jerlström, Ludvig Söderberg - Producción — The Struts - Voz — Tove Lo - Mezcla — Lars Norgren - Programación — The Struts - Masterización — Björn Engelmann - Instrumentación — The Struts | Lugares - Grabada en los Warner/Chappell Studios, Estocolmo - Masterizada en el Cutting Room, Estocolmo |

Fuente: Folleto de Truth Serum.

## Historial de lanzamientos
| País    | Fecha                  | Formato                        | Ref.  |
| ------- | ---------------------- | ------------------------------ | ----- |
| Suecia  | 15 de octubre de 2012  | Radio de éxitos contemporáneos | [ 5 ] |
| Mundial | 5 de noviembre de 2012 | Descarga digital               | [ 6 ] |